# Glódís Perla Viggósdóttir
Glódís Perla Viggósdóttir (Kópavogur, 27 juni 1995) is een IJslands voetbalspeelster. Ze speelt als verdediger voor FC Bayern München in de Bundesliga. In 2024 werd ze genomineerd voor de Ballon d'Or.

## Clubcarrière
Viggósdóttir begon in haar jeugd als voetbalster in Denemarken bij Egebjerf EIF. Haar eerste professionele voetbalclub was in haar geboorteland HK/Víkingur.  Ze speelde drie maanden voor het Deense Horsens SIK alvorens Viggósdóttir voorafgaande aan het seizoen 2012 de overstap maakte naar competitiegenoot Stjarnan Gardabaer. Daarna maakte ze de overstap naar Eskilstuna United DFF, waarvoor ze tussen 2015 en 2017 uitkwam in de Damallsvenskan. In juli 2017 maakte Viggósdóttir een binnenlandse overstap naar FC Rosengård.
Na vier jaar in Malmö te hebben gevoetbald, tekende Viggósdóttir in juli 2021 een contract bij de Duitse topclub FC Bayern München in de Bundesliga. In het seizoen 2022/23 werd Viggósdóttir kampioen van de Bundesliga met FC Bayern München, haar eerste prijs met de club. In september 2023 werd ze benoemd tot aanvoerder van de club. Daarnaast verlengde ze haar contract in München tot medio 2026.

## Statistieken
| Seizoen | Club                  | Land      | Competitie     | Wedstrijden | Doelpunten |
| ------- | --------------------- | --------- | -------------- | ----------- | ---------- |
| 2012    | Stjarnan Gardabaer    | IJsland   | Úrvalsdeild    | 16          | 0          |
| 2013    | Stjarnan Gardabaer    | IJsland   | Úrvalsdeild    | 18          | 2          |
| 2014    | Stjarnan Gardabaer    | IJsland   | Úrvalsdeild    | 16          | 3          |
| 2015    | Eskilstuna United DFF | Zweden    | Damallsvenskan | 22          | 0          |
| 2016    | Eskilstuna United DFF | Zweden    | Damallsvenskan | 20          | 0          |
| 2017    | Eskilstuna United DFF | Zweden    | Damallsvenskan | 11          | 1          |
| 2017    | FC Rosengård          | Zweden    | Damallsvenskan | 11          | 1          |
| 2018    | FC Rosengård          | Zweden    | Damallsvenskan | 22          | 4          |
| 2019    | FC Rosengård          | Zweden    | Damallsvenskan | 22          | 3          |
| 2020    | FC Rosengård          | Zweden    | Damallsvenskan | 22          | 2          |
| 2021    | FC Rosengård          | Zweden    | Damallsvenskan | 12          | 0          |
| 2021/22 | FC Bayern München     | Duitsland | Bundesliga     | 21          | 3          |
| 2022/23 | FC Bayern München     | Duitsland | Bundesliga     | 22          | 3          |
| 2023/24 | FC Bayern München     | Duitsland | Bundesliga     | 22          | 1          |
| 2024/25 | FC Bayern München     | Duitsland | 14             | 1           |            |
| Totaal  | Totaal                | Totaal    | Totaal         | 271         | 24         |

Laatste update: 18 februari 2025

## Interlandcarrière
Viggósdóttir maakte haar debuut voor IJsland in een 1-1 gelijkspel in een vriendschappelijke wedstrijd tegen Schotland op 4 augustus 2012 in Cappielow Park. Ze werd een jaar later opgenomen in de IJslandse selectie op het EK 2013. Ook kwam ze in actie op op EK 2017 en EK 2022. Viggósdóttir speelde op 7 april 2022 haar 100ste interland voor IJsland in een 5-0 overwinning op Wit-Rusland in de kwalificatiereeks voor het WK 2023.